# Таржеполка (приток Ивины)
Таржеполка — река в России, протекает по Прионежскому району Карелии.
Сливаясь с Шапшой в посёлке Ладва-Ветка, образует Ивину. Длина реки составляет 61 км, площадь водосборного бассейна — 404 км².
- В 38 км от устья, по правому берегу реки впадает река Сарка.
- В 25 км от устья, по правому берегу реки впадает река Марина.

## Данные водного реестра
По данным государственного водного реестра России относится к Балтийскому бассейновому округу, водохозяйственный участок реки — Свирь без бассейна Онежского озера, речной подбассейн реки — Свирь (включая реки бассейна Онежского озера). Относится к речному бассейну реки Нева (включая бассейны рек Онежского и Ладожского озера).
Код объекта в государственном водном реестре — 01040100712102000012103.